# 父娘ぐらし 55歳独身マンガ家が8歳の娘の父親になる話
『父娘ぐらし 55歳独身マンガ家が8歳の娘の父親になる話』（おやこぐらし 55さいどくしんマンガかが8さいのむすめのちちおやになるはなし）は、渡辺電機(株)による日本の漫画。渡辺本人が、娘2人を抱えるシングルマザーと結婚したことで、独身生活から突如として娘と一緒の生活になった実体験を描いた作品であり、渡辺にとって初のエッセイ漫画である。インターネット配信サイトのnoteで、渡辺が個人で『55歳独身ギャグ漫画家 父子家庭はじめました』のタイトルで2021年（令和3年）1月31日から発表を始めた後、noteやTwitterで大きな反響を呼んだことで、2023年（令和5年）に、加筆と修正を加えた単行本として、KADOKAWAより発行された。翌2024年（令和6年）4月3日に最終回を迎えた後、翌2025年（令和7年）1月に、書き下ろしエピソード2話を加筆した単行本第2巻が 『父娘ぐらし それから 55歳まで独身だったマンガ家が8歳の娘と過ごした4か月間』の題で発行され、完結した。

## あらすじ
「おれ」こと漫画家の渡辺電機(株)は、デビューから30年以上にわたってギャグ漫画を描きつつ、ヒット作には恵まれないものの、自由で気ままな独身生活を謳歌している。このまま死ぬまで独身と思いきや、55歳の春に16歳年下の大阪のシングルマザーと入籍し、妻の連れ子である2人の娘の父親となる。しかも家族4人で同居するまでしばらくの間、妻の仕事や子供の諸々の事情などで、妻と次女は大阪に住んだまま、長女アユ1人だけが、東京の「おれ」のもとで暮らすことになる。「おれ」の生活はそれまでと一変、思いもよらず小学生の娘と2人暮しとなり、子供の世話、食事の用意、金銭のやりくりなど、育児に孤軍奮闘する生活が始まる。

## 登場人物
おれ
作者の渡辺電機(株)本人。売れないギャグ漫画家。55歳。
アユ
ママの連れ子、長女。小学3年生、8歳。
ママ
おれ（渡辺）の16歳年下の再婚相手。大阪出身。
妹
ママの連れ子、次女。4歳の保育園児。

## 作風とテーマ
作者の渡辺電機(株)は、2018年（平成30年）に55歳にしてシングルマザーと結婚し、同2018年4月より妻の連れ子の長女と同居し始めた。冒頭で述べたように、本作はこの渡辺の長女との生活を通じての、驚き、苦労、喜びなどを、飾ることなく本音で綴った作品である。
育児を題材としたエッセイ漫画は、『ママはぽよぽよザウルスがお好き』（青沼貴子）や『毎日かあさん』（西原理恵子）のように母親が主役のもの、『妻と僕の小規模な育児』（福満しげゆき）のように父親目線で妻と子をを描いたもの、『まんが親』（吉田戦車）のように子供の両親に焦点を当てたものが並ぶ中、本作は父親を主役とした珍しい作品である。
基本的には事実に基づいて描かれているが、漫画としての演出、漫画としての脚色されている箇所も存在する。たとえば第3話で、渡辺が初めて長女のために弁当を作るエピソードで、漫画では弁当はひどい出来ばえだが、実際には渡辺は「漫画ほどひどくはないですよ」といい、長女がこの弁当を「まずかった」と言いつつも「（パンよりも）パパのお弁当がいい」と言った場面でも、「実際はあんなに心を刺す会話があったわけではない」と語っている。
また、渡辺はかつてブログで、自分を主人公として他人を攻撃するような架空の作品を多く描いていたが、それを続ける内に、自分が他者を攻撃するより、自分が酷い目に遭う方が読後感が良いことに気づき、そうした手法も本作に活かせているという。

## 制作背景
本作の制作前の渡辺は、自分の描きたい漫画が周囲に認められなくなり、編集部への企画の持ち込みも不採用が続き、出版業界の不振の影響などもあって、漫画家として行き詰りつつあった。そんな折に、妻に勧められたのが、本作を描くことになったきっかけである。渡辺は最初は、最初は「試しに1回描いてみようかな」くらいの気持ちであった。
渡辺自身は、育児漫画はある程度の人気が得られることは予想できていたが、子供のことを描いて仕事にすることにはかなりの抵抗があり、当初は育児漫画の制作に対して、それほど積極的ではなかった。しかし2019年に長男が誕生したことを機に、漫画以外の仕事に転職するか、避けていたジャンルの漫画に挑むかの選択を迫られた結果、本作に取り組むこととなった。
長男誕生後に漫画の構想を開始し、出版社やウェブコミック配信サイトに持ち込み始めたものの、絵柄が受け入れられなかったり、「『結婚して即別居、娘だけが同居』という設定に現実感が無く感情移入できない」との意見があったり、「絵が可愛いし『いい話』系で行けそう」と言われながらもその後の連絡がなかったり、といったように、採用に至らない状況が続いていた。また、長女の可愛さだけに焦点をあてて描いたところ、「可愛いだけでなく、生々しいことや感情移入しやすい表現を取り入れるべき」との意見もあったが、涙を誘うような表現は、渡辺は最も避けたい表現と考えていた。
漫画制作を取りやめて、漫画家とは別の仕事に乗り換えようとしたところを、妻に窘められ、2020年より物語を作り直し、上記とは別のウェブコミック配信サイトへ持ち込みをかけた。「可愛いだけで物足りない」との声が多数で採用には至らなかったものの、同社での助言をもとに改稿を重ね、さらに「スマートフォン向けのウェブサイトは読者層が異なる」と指摘を受けたことにより、エッセイ漫画に適した媒体として、noteでの自主連載を考え始めた。
2021年1月より『55歳ギャグ漫画家 父子家庭はじめました』として自主連載を開始した。noteでの無料公開でも、サポートのシステムである程度の収益が見込めること、ターゲット層が幅広いこと、出版業界からの注目度が高いことなどが理由であった。子供たちの育児の合間に執筆するためには、誰にも催促されない、その気になれば執筆せずに済む自主連載が、渡辺にとっては最良の手段であった。
この自主連載が、noteやTwitterで大きな反響を呼んだことで、2023年（令和5年）に、加筆と修正、カラー原稿での書き下ろしを加えた単行本として、KADOKAWAより発行された。
発表時点の本作の内容は、渡辺と長女の2人暮しだが、実際には2018年8月に妻と次女が渡辺と同居、先述の通り翌2019年に長男が誕生、作中で小学生である長女も2022年（令和4年）には中学生になり、渡辺自身も還暦（60歳）を迎えていることから、そうした現在進行形の家族生活を綴ったエッセイ漫画が『還暦子育て日記』の題でnoteで発表されると共に、Amazon Kindleでも発売されている。

## 社会的評価
渡辺によれば、2021年1月にnoteで自主連載を開始した当時から、それまでとは異なる読者層から反応があり、さらに同2021年5月に文春オンライン（文藝春秋）のインタビューが公開された直後から反響が押し寄せ、複数の出版社から誘いがあったという。テレビ番組出演の依頼まであったが、長女の学校に影響を配慮し、辞退したという。
第1話で、長女がたこ焼きを食べながら、義父である渡辺を信頼しきって寄りかかり、渡辺がそれに幸福を感じる場面がある。渡辺自身はこれについて、「あの行動も感情も一切、嘘はない」「実際にあったこと」というが、子育て漫画を描くという手段は禁じ手とし、敢えて涙を誘うような安直な表現は避けたいと考えていた。そのために、「それを踏み越えたら後戻りできない」という気持ちで、現状を打破するため、断腸の思いで描いたといい、「描いていて恥ずかしかった」とも語っている。そうした渡辺の考えとは裏腹に、その場面は編集者と読者、両方の好評を得た。
第8話で、長女がふざけて渡辺の頬を叩き、渡辺があまりの痛さと驚きで反射的に長女を叩き返し、長女を諭した後でも「暴力、体罰、虐待」と反省する場面が登場する。渡辺によれば、このエピソードの閲覧数も大変な数であり、「普通だったら逃げて描かないところを、あえて描いてる」との声もあったという。
先述の、長女が渡辺の手作りの弁当を「まずかった」と言いつつも「パパのお弁当がいい」と言った場面で「涙した」との声や、「飾らない会話が染みた」、「読んでいて温かい気持ちになるエピソードが多い」などの声が寄せられている。
一方で、渡辺は本作以前には、下ネタを始めとする不道徳なギャグ漫画を得意としていたため、前からのファンには「いつになったらバカなこと描くんだ」との意見が寄せられている。本作発表以降にTwitterで新たなフォロワーとなるのは、そうした渡辺の作風を知らないため本作の読者ばかりであり、「もっと父娘の話を」と希望されていることから、ファンが二極化したと感じているという。

### 漫画関係者や評論家による評価
KADOKAWAの担当編集者は、子供の言動のかわいさ、子育てにまつわる悲喜など、育児漫画の王道的な表現以に、50代にして突然小学生の娘ができるという人生の変容が、率直かつ正直に描かれ、それでいて非常にユーモラスに表現されていることの、新鮮さを評価している。
漫画解説者である新保信長は、どちらかといえば不審者のイメージのあった中年期の渡辺が、子供の送り迎え、弁当作り、公園デビューと、それまに比べて異世界ともいえる育児の世界に飛び込んでいく描写について、その勇気と適応力に敬意を表している。
フリーライターのとみさわ昭仁は、それまで下品な作品を多く著していた渡辺の絵柄が、育児を描いたエッセイに合っている様に予想外の喜びを表すと共に、慣れない育児の戸惑いと喜びが交互に訪れる描写の微笑ましさ、思わず長女に手をあげるなど、ともすれば批判を浴びかねないことも包み隠さずに描いている誠実さを評価している。
漫画原作者・評論家である大塚英志は、渡辺と出逢う前の長女が、ずっとゲームばかりの生活だったことを指して、長女にとってそれまではゲームが自身の世界を大きく占めており、新たな父親である渡辺は、現実感を担保してくれる大人の存在、現実の所在を実感させる存在であり、本作を長女の世界が開かれる物語と解釈している。また大塚は、長女が虐めに遭うエピソードにおいて、渡辺が虐めっ子の孤立に気づき、その虐めっ子を友達の仲間に引き入れるエピソードを指し、当り前の関わり方を実直に描いていることし、「育児まんがというよりもっと普遍的な、今読まれるべき作品」と評価している。
漫画編集者の浅田貴典は、ギャグ漫画を多く手がけた渡辺ならではの、観察力の鋭さ、日常を面白く描ける力量を評価している。また、こうした育児漫画は、読者に対して育児の負担や苦労の理解を求め、共感や泣きを誘う内容になりやすいところが、本作では渡辺が、自身の失敗や苦悩を消化して引きずらず、自己解決して、常に飄々としている姿に対し、「私の理想のお父さんのヒーロー像」と語っている。

## 書誌情報
- 渡辺電機(株)、KADOKAWA、全2巻
  - 『父娘ぐらし 55歳独身マンガ家が8歳の娘の父親になる話』2022年4月28日発行（2022年4月28日発売[19]）ISBN 978-4-04-681397-8
  - 『父娘ぐらし それから 55歳まで独身だったマンガ家が8歳の娘と過ごした4か月間』2025年1月6日発行（2025年1月4日発売[27]）ISBN 978-4-04-684509-2